# La Jemaye-Ponteyraud
La Jemaye-Ponteyraud é uma comuna francesa na região administrativa da Nova Aquitânia, no departamento da Dordonha. Estende-se por uma área de 33.31 km². Em 2010 a comuna tinha 156 habitantes (densidade: 4,7 hab./km²).
Foi criada em 1 de janeiro de 2017, a partir da fusão das antigas comunas de La Jemaye (sede da comuna) e Ponteyraud.